# Glinik (województwo lubuskie)
Glinik (niem. Altensorge) – wieś w Polsce położona w województwie lubuskim, w powiecie gorzowskim, w gminie Deszczno.
W latach 1975–1998 miejscowość administracyjnie należała do województwa gorzowskiego.
Wieś połączona jest z Gorzowem Wielkopolskim liniami komunikacyjnymi MZK.
Glinik – wieś położona 10 km na południowy wschód od Gorzowa, na północnym skraju lasów sulęcińsko-skwierzyńskich, 2 km na północ od jeziora Parsko. Ulicówka złożona ze 103 gospodarstw. We wsi kościół neogotycki z 1896 r.
Jest to stara słowiańska osada, której początek dał zapewne gród położony na bagiennym obszarze. Jego lokalizację kojarzy się ze wzgórzem (pierwotnie było to wzgórze pośród bagien) zwanym Zbójecką Górą lub Wzgórzem Zbójeckim (niem. Raeberberge), położoną 3,5 km na północny zachód od Glinika, 1,5 km od Maszewa.
Właśnie w pobliżu starego maszewskiego cmentarza odkryto urny okresu kultury łużyckiej (ok. 800 r. p.n.e.). Obszar ten w okresie wczesnopiastowskim należał do Wielkopolski, na przełomie XIII-XIV wieku. Zagarnięty przez margrabiów brandenburskich został włączony do Nowej Marchii. Jurysdykcją kościelną do czasów Reformacji należała do biskupów poznańskich.

## Historia
Wieś najprawdopodobniej została założona przez Słowian co najmniej przed XIII wiekiem, być może już w wieku IX – o czym świadczy w zasadzie jedna kwestia,
a mianowicie jej nazwa. Najstarsza znana nazwa „Glinick” (przy czym wszyscy niemieccy historycy podając znaczenie tego słowa tłumaczą to jako TOM albo LEM, co znaczy po polsku glina - byłaby to więc nazwa topograficzna charakteryzująca właściwości terenu), pochodzi z 1319r. W późniejszych dokumentach zachował się zapisek, iż „Glynike” zamieniono na „Altensorge”. Taka nazwa utrzymała się do 1944 r. „Glinki” w 1945 r. „Glinik” w 1947 r.
Niektórzy naukowcy datują początek współczesnej osady na połowę XII wieku. 6.08.1319 r. margrabia Waldemar na 8 dni przed swoją śmiercią podarował wieś radzie miejskiej Gorzowa. Była to prawdopodobnie mała wioska, która mogła ulec zniszczeniu w trakcie wyprawy Władysława Łokietka na Nową Marchię w 1326 r. Spalono wówczas większość wiosek w okolicy i większość klasztorów, w tym również Glinik. Sytuacja Glinika była wówczas dość dziwna. Jak wiadomo w 1250 roku Niemcy przejęli Ziemię Torzymską, którą my nazywamy Ziemią Lubuską, a w 1257 przejęli Nową Marchię, czyli tereny na północ od Warty i Noteci. W tym układzie powstał klin ziemi należący do Polski. Tworzyły go wioski: Karnin, Deszczno, Ulim, Glinik (aż po Trzebiszewo). Cały ten klin należący do Polski przejęty został przez Niemców na zasadzie wykupów. Polegało to na tym, że Rada Miejska lub mieszkańcy Gorzowa kupowali poszczególne wioski i w momencie, kiedy zmieniał się właściciel zmieniała się również zależność państwowa tychże wiosek. Powstawała sytuacja bardzo dziwna. W ten sposób granica przesunęła się aż do Trzebiszewa, jednakże Trzebiszewo było własnością biskupa. Zachował się tutaj młyn, później miasto założyło folwark.
W 1347 r. burmistrz Henryk Bulen między Trzebiszewem i Glinikiem zorganizował pasieki. W 1409 r. wieś wymieniono w związku ze sporem między Polską a Nową Marchią. W 1654r. wybudowany został tartak, a w 1677r. stępor do prosa. Młynarz płacił rocznie 24 talary czynszu gruntowego i musiał dostarczać miastu 2 kopy grubych desek. W połowie XVIII wieku osadę zamieszkiwało 20 zagrodników, poddanych gorzowskiego magistratu.
W 1763 r. król Fryderyk II przekształcił folwark w kolonię, co oznaczało uwolnienie mieszkańców od pańszczyzny. Okres ten nazywany jest „kolonizacją frydrycjańską”. Obejmowała ona co prawda głównie dolinę Warty i Noteci (tereny bardzo mocno zabagnione), ale nieraz sięgała także nieco dalej (zaraz za Glinikiem). Powiększono więc również dość znacznie Glinik.
13.05.1763 r. osadzono tu 16 „polnischen Colonisten Familien”, a liczba gospodarstw tym samym wzrosła do 36. Koloniści, reemigranci z Polski, otrzymali po 30 mórg ziemi uprawnej, 12 mórg łąk i jednomorgowy ogród, a także darmowe drewno do budowy zagród i 3 lata wolnizny, po upływie której mieli płacić kamerze po 20 talarów dzierżawy. Grunty wsi obejmowały 1548 mórg, było tu wówczas 50 owiec, 4 woły i 2 konie. Ponadto mieszkało tu dwóch pasterzy i bakałarz.
W 1784 r. liczba ludności wynosiła 369 osób. W roku 1797 wybudowano pierwszy szachulcowy kościół, a po jego spaleniu się, postawiono w 1896 r. nowy, istniejący do dziś. W 1861 r. wieś liczyła już 117 domów i 848 ludzi, w tym 3 Żydów, w 1925 ludność zmniejszyła się do 685 osób, a w 1933r. – do 667. grunty wsi obejmowały 2901 ha. Przed II wojną światową działało we wsi niemieckie schronisko młodzieżowe Jugendherberge. Podczas wojny, ze względu na specyficzny klimat, schronisko to przekształcono w sanatorium leczenia chorób górnych dróg oddechowych dla oficerów Luftwaffe. Po wojnie rozebrane.
Wieś została wyzwolona 31.01.1945 r. i szybko zasiedlona przez Polaków. 19.08.1945 r. poświęcony został kościół, a 09.09 tego roku odbyły się tu pierwsze lubuskie dożynki z udziałem wojewody F.Widy-Wirskiego. W okresie powojennym Glinik był wsią gromadzką, a od 1954 r. należał do Gr. RN
w Deszcznie. W 1958 r. liczył ponad 320 mieszkańców.
Aktualnie w Gliniku zamieszkuje 500 osób, powierzchnia wsi wynosi 324 ha